# Rivière Centrale
Pour les articles homonymes, voir Centrale.
La rivière Centrale coule dans les municipalités de Saint-Simon-de-Rimouski et de Notre-Dame-des-Neiges (Québec), dans la municipalité régionale de comté (MRC) des Les Basques, dans la région administrative du Bas-Saint-Laurent, au Québec, au Canada.
La rivière Centrale se déverse sur le littoral est de l'Estuaire maritime du Saint-Laurent, dans Notre-Dame-des-Neiges (Québec).

## Géographie
La rivière Centrale prend sa source de ruisseaux agricoles dans Saint-Simon, dans la plaine riveraine du littoral sud-est de l'estuaire du Saint-Laurent laquelle est protégée de la mer par une série de montagnes enlignées sur le littoral. Cette source est située à 2,2 km au sud-est du littoral sud-est de l'estuaire du Saint-Laurent, à 18,9 km au nord-est du centre du village de Trois-Pistoles et à 7,4 km au nord du centre du village de Saint-Mathieu-de-Rioux. Dans sa zone de tête, la rivière Centrale coule en parallèle, du côté sud du ruisseau des Prairies.
La rivière Centrale coule sur 15,7 km en longeant le côté nord de la route 132. Son cours est réparti selon les segments suivants :
- 6,4 km vers le sud-ouest en zone agricole dans Saint-Simon, jusqu'à la route de la Grève ;
- 5,3 km vers le sud-ouest en recueillant les eaux de la Petite rivière du Nord de la Montagne (venant du nord-est), jusqu'au chemin Mercier ;
- 1,9 km vers le sud-ouest, en recueillant les eaux du cours d'eau Bélanger (venant du sud-est), jusqu'à la limite de Notre-Dame-des-Neiges (Québec) ;
- 2,1 km vers le sud-ouest, en recueillant les eaux du ruisseau des Prairies (venant du sud-est), jusqu'à sa confluence[3].

La rivière Centrale se déverse sur les battures (jusqu'à 1,5 km à marée basse) de l'Anse des Riou, sur le littoral sud-est de l'estuaire maritime du Saint-Laurent dans la municipalité de Notre-Dame-des-Neiges (Québec). Cette baie est protégée des fortes mers par la pointe des Riou qui s'avance vers l'ouest et qui comporte une bande de terre revenant vers le sud-est, refermant presque la baie. Cette confluence est située à 5,4 km au nord-est du centre du village de Trois-Pistoles.

## Toponymie
Le toponyme rivière Centrale a été attribué par l'usage populaire du fait que cette petite vallée de la municipalité de Saint-Simon comporte trois rivières dont le cours est parallèle au littoral sud-est de l'estuaire du Saint-Laurent : la Petite rivière du Nord de la Montagne (au nord), la rivière Centrale (au centre) et le ruisseau des Prairies (au sud).
Le toponyme « Rivière Centrale » a été officialisé le 19 mars 1979 à la Commission de toponymie du Québec